# Stefan Baczewski
Stefan Baczewski (ur. 1 grudnia 1892 w Zniesieniu, zm. 1940 w ZSRR) – polski prawnik, przemysłowiec, honorowy konsul Republiki Austriackiej we Lwowie, radny Rady Miasta Lwowa, ofiara zbrodni katyńskiej.

## Życiorys

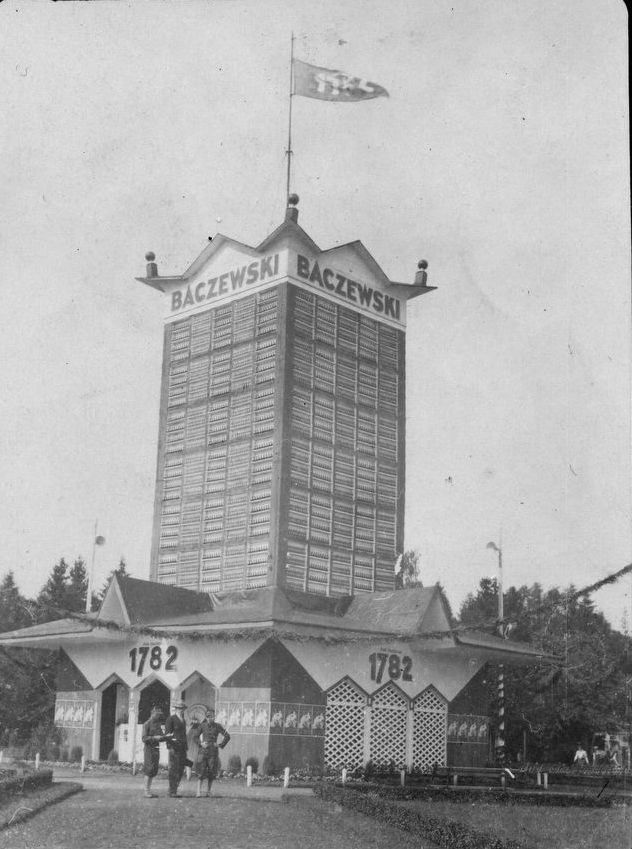
Wieża Baczewskiego na terenie Targów Wschodnich

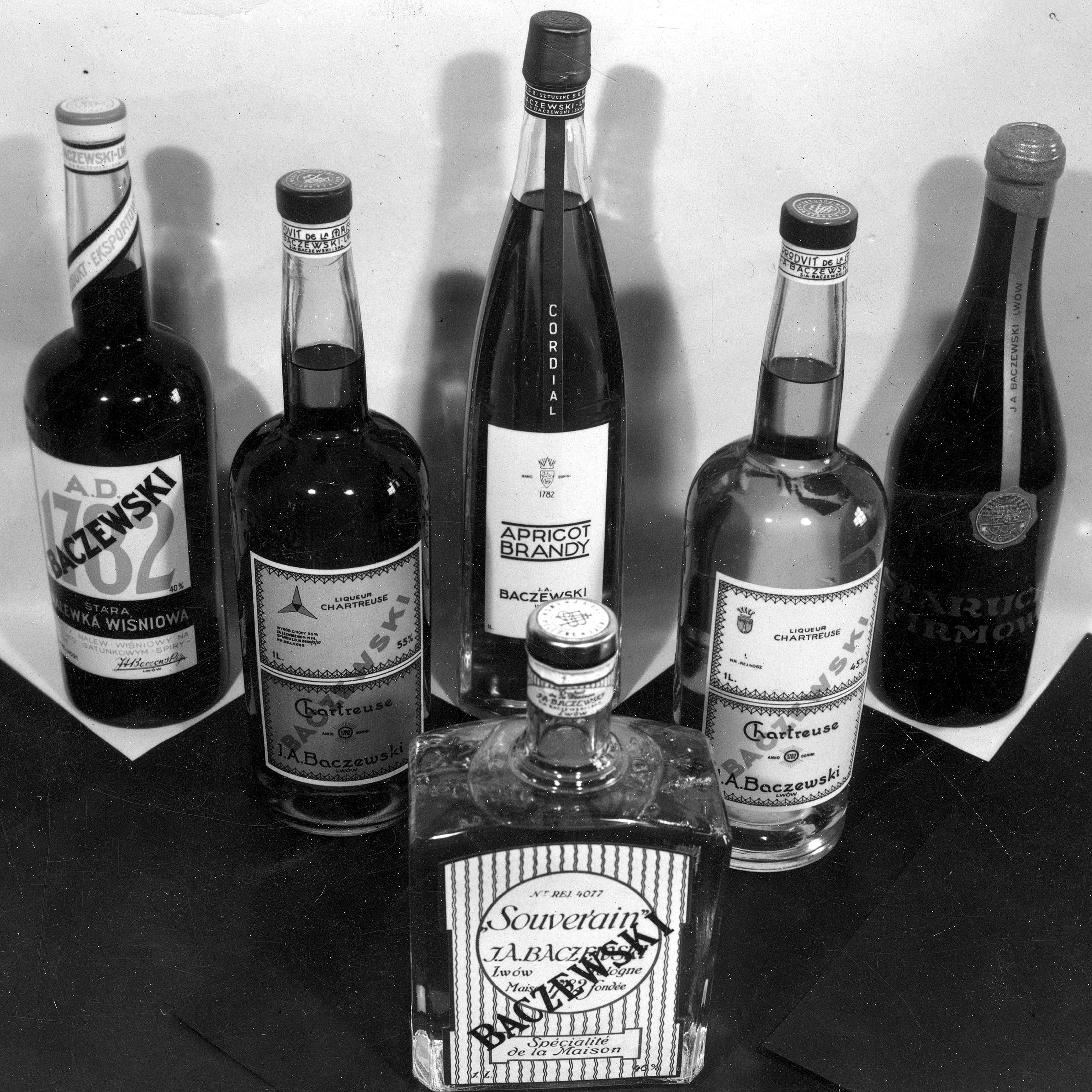
Wyroby alkoholowe firmy J.A. Baczewski

Urodził się 1 grudnia 1892 w Zniesieniu (Lwów). Był synem Leopolda (1859-1924, chemik, przemysłowiec, wykładowca na Akademii Rolniczej w Dublanach, współwłaściciel fabryki wódek J.A. Baczewski) i Stefanii z domu Kopeckiej. W latach 1902-1906 uczęszczał do C. K. II Gimnazjum we Lwowie, kończąc II klasę, po czym kształcił się w Wiedniu-Kalksburgu, gdzie w 1910 zdał egzamin dojrzałości. Po maturze został absolwentem kursu abiturientów w Akademii Handlowej we Lwowie. Studiował prawo na Uniwersytecie Wiedeńskim i na Wydziale Prawa Uniwersytetu Jagiellońskiego, gdzie otrzymał dyplom w 1916. Od 1916 był zatrudniony jako praktykant konceptowy w C. K. Namiestnictwie we Lwowie. Od 1918 należał do Polskich Kadr Wojskowych.
U kresu I wojny światowej w listopadzie 1918 uczestniczył w obronie miasta podczas wojny polsko-ukraińskiej. Następnie został urzędnikiem Tymczasowego Komitetu Rządzącego we Lwowie, a od 1919 do 1922 starostwa powiatu lwowskiego. W 1920 został komisarzem okręgowym. Jako ochotnik brał udział w wojnie polsko-bolszewickiej w 1920.
W okresie II Rzeczypospolitej od 1920 on i jego stryjeczny brat Adam Baczewski (ur. 1895, syn Henryka, brata Leopolda) kierowali rodzinną firmą J.A. Baczewski (nazwa od Józef Adam Baczewski; pełna: „Fabryka wódek, likierów i rossolisów J.A. Baczewski”), którą w przeszłości tworzył także ich dziadek Józef (1829–1911). Stefan Baczewski od 1922 był współwłaścicielem i naczelnym dyrektorem firmy. Dokonał rozbudowy fabryki i jej infrastruktury. Firma prowadziła zakrojoną na dużą skalę akcję reklamową, m.in. w latach 20. na terenie Targów Wschodnich we Lwowie została wzniesiona „wieża Baczewskiego” zaprojektowana w kształcie karafki (architektem był Erwin Wieczorek). W latach 30. firma Baczewskiego dostarczała swoje wyroby alkoholowe do statków pasażerskich SS Polonia i MS Piłsudski, a jej produkty były zbywane na eksport do stolic krajów Europy Zachodniej, w tym Paryża, Pragi i Wiednia. Do 1925 wraz z Mikołaj Krasuckim był zawiadowcą firmy Józef Słoński i Ska spółka z o.o. .
Dekretem z 4 stycznia 1924 został mianowany konsulem honorowym Republiki Austriackiej w RP, urzędującym we Lwowie. Początkowo sprawował urząd w pierwotnej siedzibie konsulatu, a latem tego samego roku przeniósł go do swojej własnej, nowo wybudowanej rezydencji przy ulicy Pełczyńskiej 35. W kwietniu 1929 został mianowany przez prezydenta Austrii Wilhelma Miklasa honorowym konsulem generalnym i kierownikiem Konsulatu Republiki Austriackiej na obszar województw lwowskiego, stanisławowskiego i tarnopolskiego z siedzibą we Lwowie. W 1932 konsulat został przeniesiony pod adres Ossolińskich 4. Po dokonanym przyłączeniu Austrii do III Rzeszy z 12/13 marca 1938 roku i delegowaniu do Lwowa oberinspektora Sprinka w celu likwidacji konsulatu Austrii, Stefan Baczewski bezzwłocznie ustąpił z urzędu konsula.
Piastował mandat radnego Rady Miasta Lwowa. Od 24 maja 1930 w składzie Tymczasowej Rady Miasta Lwowa, a w jej łonie prezes Klubu Gospodarczego. Mandat złożył 11 lutego 1933. Przez lata pełnił funkcję radcy Izby Przemysłowo-Handlowej we Lwowie. 12 lipca 1927 został wybrany członkiem komisji rozjemczej Giełdy Pieniężnej we Lwowie. W kwietniu 1928 został prezesem Związku Wielkich Fabryk Wódek Gatunkowych. Członek rady nadzorczej Banku Spółek Zarobkowych w Poznaniu.
Po wybuchu II wojny światowej i agresji ZSRR na Polskę z 17 września 1939 został aresztowany przez funkcjonariuszy NKWD 25 września 1939. Początkowo był przetrzymywany we lwowskim więzieniu, a potem przeniesiony do zakładu w Charków. W 1940 został zamordowany w ramach zbrodni katyńskiej. Jego nazwisko znalazło się na tzw. Ukraińskiej Liście Katyńskiej, opublikowanej w 1994 (został wymieniony na liście wywózkowej 71/2-50, oznaczony numerem 122). Ofiary tej części zbrodni katyńskiej zostały pochowane na otwartym w 2012 Polskim Cmentarzu Wojennym w Kijowie-Bykowni. W ramach zbrodni katyńskiej na terenach ukraińskich został zamordowany także Adam Baczewski. Według innych źródeł Stefan i Adam Baczewscy zostali przewiezieni do kopalni w Donbasie, gdzie ponieśli śmierć, lub że Stefan Baczewski miał zostać zamordowany w ramach zbrodni katyńskiej w Charkowie (jednakże zarówno nie wskazała go lista jeńców przetrzymywanych od 1939 do 1940 w obozie w Starobielsku, jak też lista ofiar zamordowanych w Charkowie).
Od 20 października 1920 żoną była Małgorzata z domu Kuncewicz.

## Odznaczenia
- Krzyż Kawalerski Orderu Odrodzenia Polski (8 listopada 1930, za zasługi około podniesienia przemysłu[24], udekorowany 3 maja 1932[25])
- Medal Niepodległości (4 listopada 1933, za pracę w dziele odzyskania niepodległości)[26]

Według innego źródła otrzymał też Krzyż Srebrny Orderu Virtuti Militari i Krzyż Walecznych.